# 小行星7139
小行星7139（英語：7139 Tsubokawa）是一颗围绕太阳公转的小行星。1994年2月14日，新島恒男、浦田武在尾島町发现了此天体。
这颗小行星的绝对星等为0.44824等。